# Acace du Sinaï
Pour les articles homonymes, voir Acace.
 (août 2015).
Si vous disposez d'ouvrages ou d'articles de référence ou si vous connaissez des sites web de qualité traitant du thème abordé ici, merci de compléter l'article en donnant les références utiles à sa vérifiabilité et en les liant à la section « Notes et références ».
Acace du Sinaï (Acacius ou Akakios), mort en 500, est un moine arménien. On le fête le 27 novembre en Orient, le 29 novembre en Occident et le 7 juillet chez les orthodoxes russes,.

## Biographie
Saint Acace du Sinaï a vécu pendant le VIe siècle, c'était un novice dans un monastère d'Asie mineure, probablement en Arménie. L'humble moine se distingue par son obéissance inconditionnelle, sa patience envers son frère supérieur, un homme rude et qui a dégouté plus d'un novice de la vie monacale. Ce frère l'a forcé à être son disciple obéissant, à peiner sous les charges, l'a affamé, et l'a battu et fouetté sans pitié.
Malgré ce traitement, Acace a docilement subi l'affliction et a remercié Dieu pour tout. Acace est mort après avoir subi ces tourments inhumains pendant neuf ans.
Cinq jours après l'enterrement d'Acace, son supérieur avoue à un autre frère, professeur des novices, la mort de son disciple. L'autre ne croyant pas à la mort du jeune moine, ils vont ensemble sur sa tombe et le second crie :
« Frère Acacius, êtes-vous mort ? »
De la tombe une voix répondit : 
« Non, Père, comment est-il possible qu'un homme obéissant meure ? ». 
Le frère supérieur surpris par Acace est alors tombé en larmes devant la tombe, en demandant pardon à son novice. Acace est mort sans avoir prononcé ses vœux de moine.
Le frère supérieur se repentit, disant constamment à ses pères, « J'ai commis un meurtre ». Il a ensuite vécu dans une cellule près de la tombe d'Acace, et il a fini sa vie dans la prière et dans l'humilité. Saint Jean Climaque mentionne Acace dans l'Échelle sainte (Étape 4: 110) comme un exemple de l'endurance et de l'obéissance, et des récompenses pour ces vertus. Il le qualifiait de « bon ouvrier de l'obéissance ».